# Łozina (gromada)
Łozina (do 30 VI 1968 Skarszyn) – dawna gromada, czyli najmniejsza jednostka podziału terytorialnego Polskiej Rzeczypospolitej Ludowej w latach 1954–1972.
Gromady, z gromadzkimi radami narodowymi (GRN) jako organami władzy najniższego stopnia na wsi, funkcjonowały od reformy reorganizującej administrację wiejską przeprowadzonej jesienią 1954 do momentu ich zniesienia z dniem 1 stycznia 1973, tym samym wypierając organizację gminną w latach 1954–1972.
Gromadę Łozina z siedzibą GRN w Łozinie utworzono 1 lipca 1968 w powiecie trzebnickim w woj. wrocławskim w związku z przeniesieniem siedziby GRN gromady Skarszyn (zwiększonej tego samego dnia o wsie Siedlec, Bukowice, Godzieszowa i Pasikurowice) z Skarszyna do Łoziny i zmianą nazwy jednostki na gromada Łozina. Dla gromady ustalono 26 członków gromadzkiej rady narodowej.
31 marca 1970 z gromady Łozina wyłączono: a) wieś Kłokoczyce, włączając ją do gromady Widawa w powiecie wrocławskim w tymże województwie; b) wieś Pawłowice (bez działek nr nr 893–894, 895/1 i 896–905 stanowiących grunty Gospodarstwa Doświadczalnego WSR oraz bez obszaru lasów nadleśnictwa Kotowice), włączając ją do miasta (na prawach województwa) Wrocławia.
Gromada przetrwała do końca 1972 roku, czyli do kolejnej reformy gminnej. 1 stycznia 1973 powiecie trzebnickim utworzono gminę Łozina (zniesiono ją ponownie 1 września 1977).